# 卡爾森·凱利
卡爾森·法蘭克林·凱利（英語：Carson Franklin Kelly，1994年7月14日—），為美國職棒大聯盟的捕手，目前效力於芝加哥小熊。他先前曾效力過紅雀、響尾蛇、老虎與遊騎兵等隊。

## 職業生涯

### 聖路易紅雀
2016年9月4日，紅雀拉上凱利，並讓他在隔日登上大聯盟。他在大聯盟首打席就敲出二壘安打，並跑回球隊第一分。該年他出賽10場比賽，打擊率為1成54。球季結束後，紅雀將他送往亞利桑那聯盟。他在那裡繳出2成86的打擊率，一舉拿下年度最佳小聯盟球員。
2017年，凱利從3A出發，並在4月11日的比賽完成單場雙響砲。7月21日球隊將捕手Eric Fryer指定讓渡後升上凱利。該年他出賽34場比賽，打擊率為1成74。
2018年，球隊打算將他培養成雅迪爾·莫里納的接班人，不過在莫里納受傷後不久，凱利也跟著受傷。6月4日，他被下放3A，球隊拉上另一名捕手Francisco Peña。該年他在3A的打擊率為2成69，不過到了大聯盟只剩下1成14。

### 亞利桑那響尾蛇
2018年12月5日，紅雀用凱利、盧克·韋弗和Andrew Young向響尾蛇交易保羅·高施密特。
2019年，響尾蛇陣中擁有凱利、艾力克斯·艾維拉和John Ryan Murphy三名捕手。3月29日，凱利在13局上場代打敲出致勝安打。4月6日，凱利單場打回3分打點，包含一支再見安打。5月4日，他成功擊出大聯盟首轟。5月25日，響尾蛇將Murphy指定讓渡，使得球隊陣中剩下2名捕手。8月9日，他達成大聯盟生涯首次單場雙響砲。該年他的打擊率為2成45，並敲出18轟與47分打點。
2020年，球季因為COVID-19疫情而延宕到7月底舉行。8月9日，凱利曾在球隊大比分落後時登板投球，並投了1局無失分。這年他主要與史蒂芬·沃特輪替捕手位置，並在9月獲得大量先發機會。這年他的打擊率為2成21，並敲出5轟與19分打點。
2021年，凱利繳出3成37打擊率，外帶6轟的成績後，在5月7日因腳趾骨折進入傷兵名單。雖然他在該月底成功回歸，不過打擊率卻下滑到1成71。6月19日，凱利的手腕骨折再次進入傷兵名單，之後他在7月30日回歸。

### 芝加哥小熊
2025年3月31日，對決運動家隊完成完全打擊，是2025年MLB第一位達成此成就的球員，也是繼1993年5月9日的馬克·葛瑞斯（對決教士）之後第一位完成完全打擊的球員。

## 個人生活
凱利在2020年結婚，他的弟弟帕克在2018年參加大聯盟選秀，在第20輪被紅雀選中，目前在獨立聯盟打球。

## 外部連結
- 球員資訊和成績在MLB，ESPN，Baseball-Reference，Fangraphs（英文）
- Carson Kelly的X（前Twitter）